# 2050

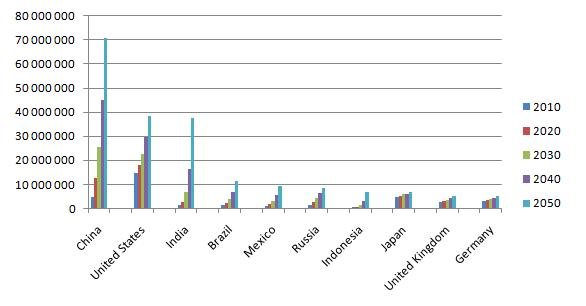
Projeção do Goldman Sachs sobre as 10 maiores economias do mundo em 2050.

- Wikisource

| Calendário gregoriano                                                        | 2050 MML                            |
| Ab urbe condita                                                              | 2803                                |
| Calendário arménio                                                           | 1500 – 1501                         |
| Calendário bahá'í                                                            | 206 – 207                           |
| Calendário budista                                                           | 2594                                |
| Calendário chinês                                                            | 4746 – 4747 Início a 23 de janeiro  |
| Calendário copta                                                             | 1766 – 1767                         |
| Calendário etíope                                                            | 2042 – 2043                         |
| Calendários hindus - Vikram Samvat - Calendário nacional indiano - Cáli Iuga | 2105 – 2106 1971 – 1972 5150 – 5151 |
| Calendário Holoceno                                                          | 12050                               |
| Calendário islâmico                                                          | 1473 – 1474                         |
| Calendário judaico                                                           | 5810 – 5811                         |
| Calendário persa                                                             | 1428 – 1429 Início a 21 de março    |
| Calendário rúnico                                                            | 2300                                |
| Calendário solar tailandês                                                   | 2593                                |

2050 (MML, na numeração romana) será um ano comum do século XXI que começará num sábado, segundo o calendário gregoriano. A sua letra dominical será B. A terça-feira de Carnaval ocorrerá a 22 de fevereiro e o domingo de Páscoa a 10 de abril. Segundo o horóscopo chinês, será o ano do Cavalo, começando a 23 de janeiro.

| Evento                                                   | Data            | Hora  |
| -------------------------------------------------------- | --------------- | ----- |
| Aquário                                                  | 19 de janeiro   | 21:34 |
| Peixes                                                   | 18 de fevereiro | 11:35 |
| primavera no hemisfério norte e outono no hemisfério sul |                 |       |
| Carneiro/equinócio                                       | 20 de março     | 10:19 |
| Touro                                                    | 19 de abril     | 21:02 |
| Gémeos                                                   | 20 de maio      | 19:51 |
| verão no hemisfério norte e inverno no hemisfério Sul    |                 |       |
| Caranguejo/solstício                                     | 21 de junho     | 03:33 |
| Leão                                                     | 22 de julho     | 14:21 |
| Virgem                                                   | 22 de agosto    | 21:32 |
| Outono no Hemisfério Norte e Primavera no Hemisfério Sul |                 |       |
| Balança/equinócio                                        | 22 de setembro  | 19:28 |
| Escorpião                                                | 23 de outubro   | 05:12 |
| Sagitário                                                | 22 de novembro  | 03:06 |
| inverno no hemisfério norte e verão no hemisfério sul    |                 |       |
| Capricórnio/solstício                                    | 21 de dezembro  | 16:38 |

| UTC: Portugal Continental, Madeira, Guiné-Bissau e São Tomé e Príncipe Subtrair (-): 1 h nos Açores e Cabo Verde 2 h nas Ilhas oceânicas brasileiras 3 h em Brasília, em Goiás, na Amazônia Oriental Brasileira e no nordeste, sudeste e sul brasileiros 4 h na Amazônia Ocidental Brasileira, Mato Grosso e Mato Grosso do Sul 5 h no Acre e sudoeste do Amazonas Adicionar (+): 1 h em Angola e Guiné Equatorial 2 h em Moçambique 8 h em Macau 9 h em Timor-Leste. |
| Adicionar uma hora durante a vigência do horário de verão: Portugal Continental : De 27 de março a 30 de outubro de 2050 |

| Ano completo                   |
| ------------------------------ |
| Ano comum com início ao sábado |

## Eventos previstos e programados
- Ano do Cavalo, segundo o Horóscopo chinês.

### Datas desconhecidas
- Em julho de 2008, o G7 concordou em reduzir as emissões globais de gases de efeito estufa pela metade em 2050.[1]
- Em novembro de 2006, Achim Steiner, diretor executivo do  Programa das Nações Unidas para o Meio Ambiente, “alertou para um colapso global de todas as espécies que estão sendo pescadas, se a pesca continuar no ritmo atual”.[2]
- Em março de 2006, o professor Gerry Gilmore previu que a astronomia terrestre se tornaria impossível até o final deste ano por causa da poluição causada pelas trilhas de escape dos aviões e pela mudança climática.[3]
- Arnulf Jaeger-Walden, do Instituto de Energia da Comissão Europeia, acredita que a energia solar do norte da África pode fornecer 100 GW para todo o continente europeu.[4]
- De acordo com um plano anunciado em julho de 2016, a Nova Zelândia pretende erradicar todos os ratos, gambás e doninhas não nativos até este ano.
[5]
- Realização dos Jogos Olímpicos de Inverno de 2050.
- Realização da Copa do Mundo FIFA de 2050.
- Ano Jubilar Ordinário da Igreja Católica.

## População mundial
- Em novembro de 2001, o Fundo de População das Nações Unidas informou que a população mundial está projetada para ser de 9,3 bilhões em 2050, de 6,1 bilhões, com a maior parte dos países em desenvolvimento, mesmo que a população dos países industrializados permaneça estável".[6] Esse número foi revisado para 9,1 bilhões em 2005 e 9,2 bilhões em 2007. Em 2008, o Serviço de Recenseamento dos Estados Unidos projetou uma população mundial de 9,5 bilhões.[7]
- Em outro estudo feito pela Comissão Europeia, a pesquisa da comunidade afirmou que a população mundial deverá crescer a uma taxa decrescente para 8,9 bilhões em 2050 e, após 2030, a população em vários países, inclusive na Europa e na China, diminuirá. A estabilização na população ocorrerá na segunda metade do século.[8]
- Calcula-se que haverá 601.000 centenários (pessoas com pelo menos cem anos de idade - nascidos antes de 1950) nos Estados Unidos até 2050.[9]
- "A população continua a crescer, mas a um ritmo mais lento", resume o demógrafo Thomas Buettner, autor do relatório da ONU sobre "Projeções populacionais mundiais (1950-2050)", apresentado quinta-feira, 24 de fevereiro de 2005. Segundo este estudo, 9,075 bilhões as pessoas habitarão a Terra em 2050, contra 8000 milhões hoje.
- Este aumento equivale a adicionar à atual população mundial as populações combinadas da China e da Índia, enfatiza a divisão populacional das Nações Unidas.
- A tendência geral é, no entanto, uma desaceleração no crescimento da população em comparação com ganhos de vinte a cinquenta anos, isso tende a confirmar uma estabilização gradual da população em geral.
- Não surpreendentemente, o crescimento populacional será maior em países pobres que já estão lutando para garantir a segurança alimentar de seu povo. "O planejamento dos nascimentos e o declínio da fertilidade explicam essa diferença", enfatiza o relatório da ONU.
- As Nações Unidas prevêem que 2 em cada 9 pessoas no mundo terão 60 anos ou mais. Espera-se que a expectativa de vida no nascimento exceda 76 anos.[10]

## Na ficção
- Século XXI na ficção

## Epacta e idade da Lua
| Epacta gregoriana | 6 (VI)  |
| Idade da Lua      | Letra e |